# Carex manhartii
Carex manhartii är en halvgräsart som beskrevs av Bryson. Carex manhartii ingår i släktet starrar, och familjen halvgräs. Inga underarter finns listade i Catalogue of Life.